# 팔라펠
팔라펠(아랍어: فلافل 팔라필[*])은 중동의 콩 완자이다. 이집트에서는 누에콩으로, 레반트 등지에서는 병아리콩으로 완자를 빚어 튀겨 내는 음식이며, 흔히 길거리 음식으로 먹는다. 이집트, 팔레스타인의 국민 음식 가운데 하나로 여겨진다.

## 이름
지역에 따라 팔라필(아랍어: فَلَافِل), 팔라펠(페르시아어: فلافل, 히브리어: פָלָאפֶל), 타아메야(이집트 아랍어: طعمية), 바지야(예멘 아랍어: باجية) 등으로 다양하게 불린다. 아랍어 "팔라필(فلافل)"의 경우 지역별 언어변이형에 따라 발음도 "팔라펠", "펠라펠", "펠라필" 등으로 표준 아랍어 발음과 다르다.
아랍어 명사 "팔라필(فَلَافِل)"의 어원은 "초"를 뜻하는 명사 "필필(فِلْفِل)"이며, 더 거슬러 올라가면 같은 뜻의 페르시아어 "펠펠(پلپل)"이 나온다. 이집트 아랍어 명사 "타아메야(طعمية)"는 "음식, 맛"을 뜻하는 명사 "테아마(طعمة)"에 지소사  "-이야(ية)"를 붙인 형태로, "작은 음식, 작은 맛있는 것"을 뜻한다.

## 역사
레반트 지역의 레바논, 시리아를 비롯한 여러 아랍권 나라 및 이스라엘 등지에서 팔라펠을 자국의 전통 음식으로 여긴다. 팔라펠의 유래에 관해서도 다양한 주장이 있으나, 대체로 이집트에서 기원했다는 것이 정설로 받아들여진다.
로마 시기의 콥트인들이 사순 금육 기간에 고기 대신 누에콩으로 완자를 만들어 먹었다는 설이 있으나, 이집트의 팔라펠에 관한 최초의 기록은 19세기에 등장한다. 이후 팔라펠이 중동 지역으로 퍼지며, 누에콩 대신 병아리콩을 사용하게 되었다. 1920년대에 팔레스타인의 젊은 유대인들에게 인기 있는 간식이 되었으며, 1950년대에는 이스라엘 사회 전반에 퍼지게 되었다. 이후 서양에도 팔라펠이 전파되어 팔라펠 샌드위치가 인기를 끌었다. 특히 채식주의자와 비건에게 인기가 있다.

## 만들기

### 레반트
씻어서 물에 불려 둔 병아리콩을 양파, 파, 마늘 등 향신채와 파슬리, 고수 등 허브와 함께 갈아서 페이스트처럼 만들고, 소금, 쿠민가루, 깟씨가루, 후춧가루 등으로 간한다. 베이킹 파우더를 섞기도 한다. 손으로 동글동글하게 빚어서 기름에 튀겨 낸다.

### 이집트
씻어서 물에 불려 둔 누에콩 짜개를 쿠르라트, 파, 마늘 등 향신채와 파슬리, 고수 등 허브와 함께 갈아서 페이스트처럼 만들고, 소금, 쿠민가루, 깟씨가루 등으로 간한다. 누에콩 페이스트는 빚기 전에 거품기나 전동 거품기 등으로 휘저어 공기를 집어넣는다. 색이 연하고 질감이 가벼워지면 동글납작하게 빚는다. 빚어진 타아메야는 거칠게 빻은 깟씨와 참깨를 묻혀 기름에 튀겨 낸다.

### 샌드위치
아랍빵의 주머니를 벌려 훔무스를 바르고 팔라펠을 넣어 샌드위치로 먹기도 한다. 오이, 토마토 등을 곁들이기도 하며, 훔무스 대신 레몬 즙 등을 넣은 타히니 소스를 사용하기도 한다.

## 영양
병아리 콩으로 만들었기 때문에, 팔라펠은 단백질, 복합 탄수화물 및 섬유질이 높다. 주요 영양소는 칼슘, 철, 마그네슘, 인, 칼륨, 아연, 구리, 망간, 비타민 C, 티아민, 판토텐산, 비타민 B 및 엽산이다. 식물 화학물은 베타 카로틴을 포함한다. 팔라펠은 수용성 섬유질이 풍부하여 혈중 콜레스테롤을 낮추는데 효과가 있는 것으로 나타났다.
병아리 콩은 지방이 적고 콜레스테롤은 함유하지 않지만 튀김 과정에서 상당한 양의 지방이 흡수된다. 팔라펠은 튀김과 관련된 높은 지방 함량을 줄이기 위해 구울 수 있다.

## 사진

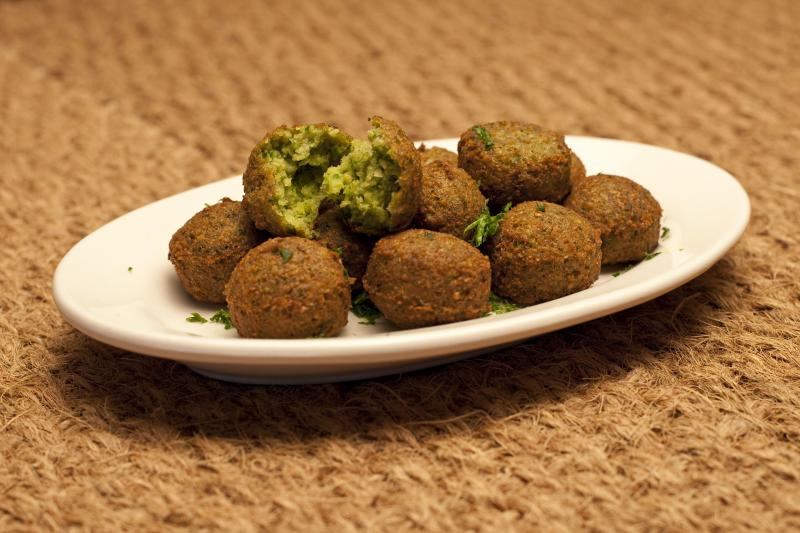
레반트식 팔라펠
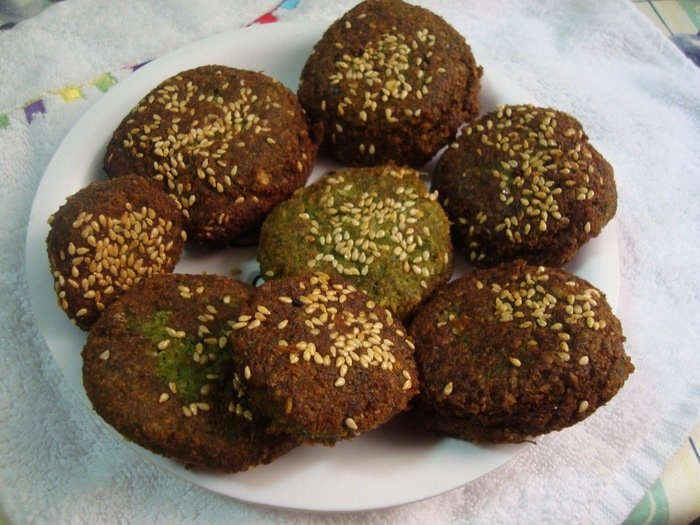
이집트식 타아메야
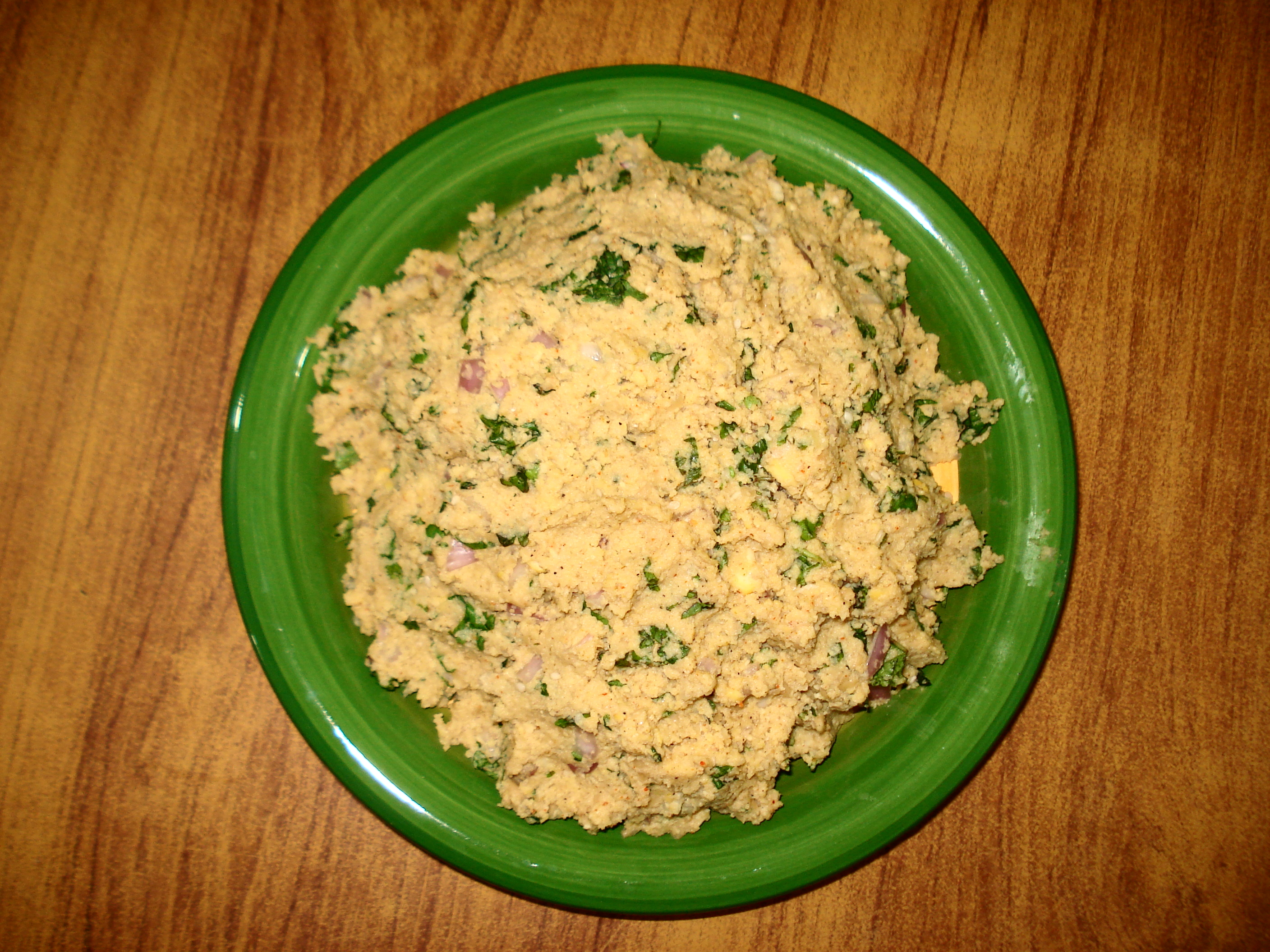
팔라펠 반죽
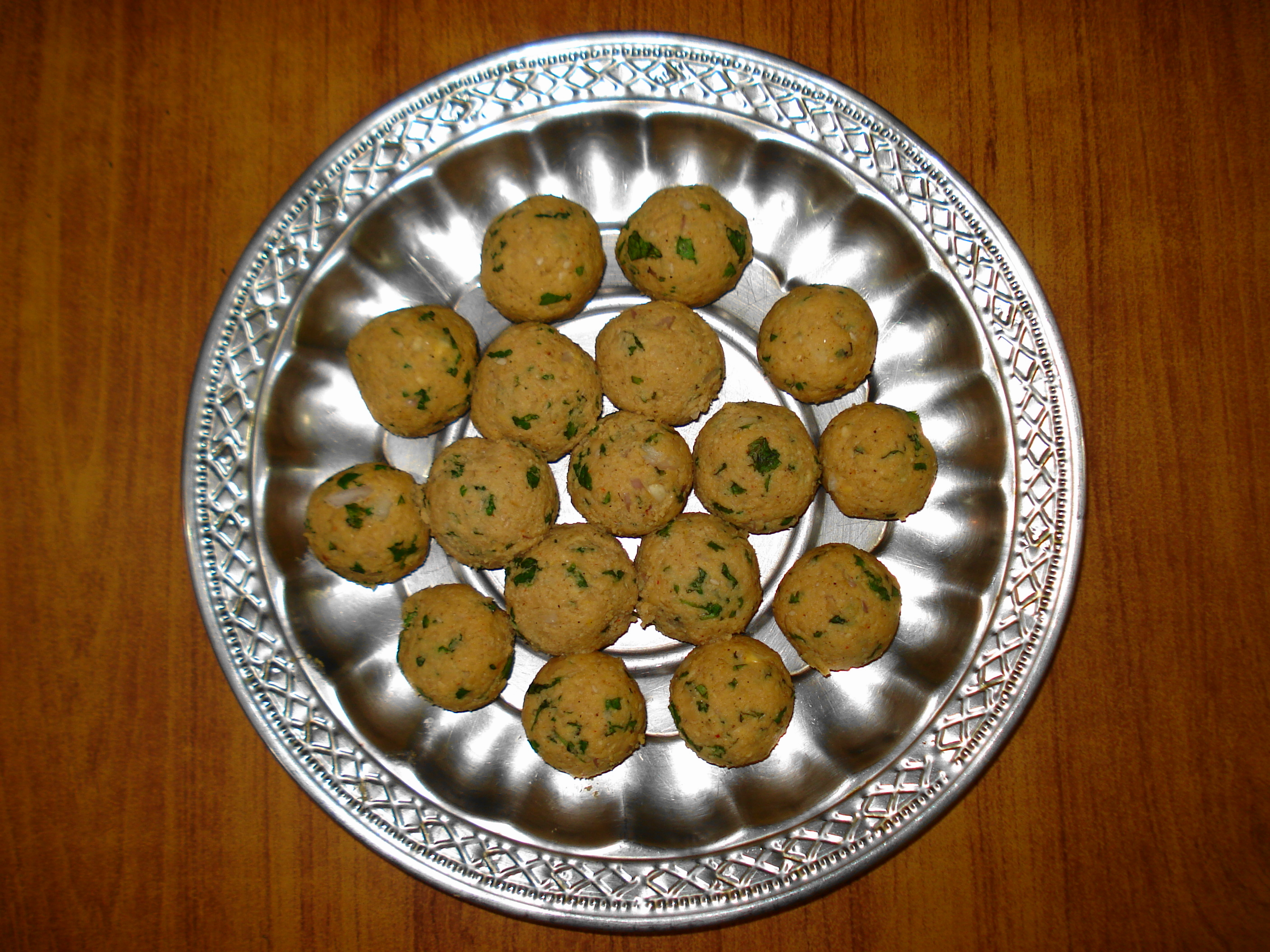
튀기기 전의 팔라펠
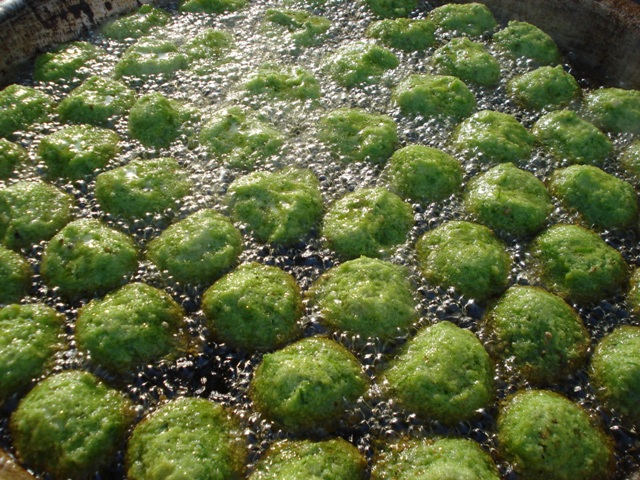
타아메야를 튀기는 모습
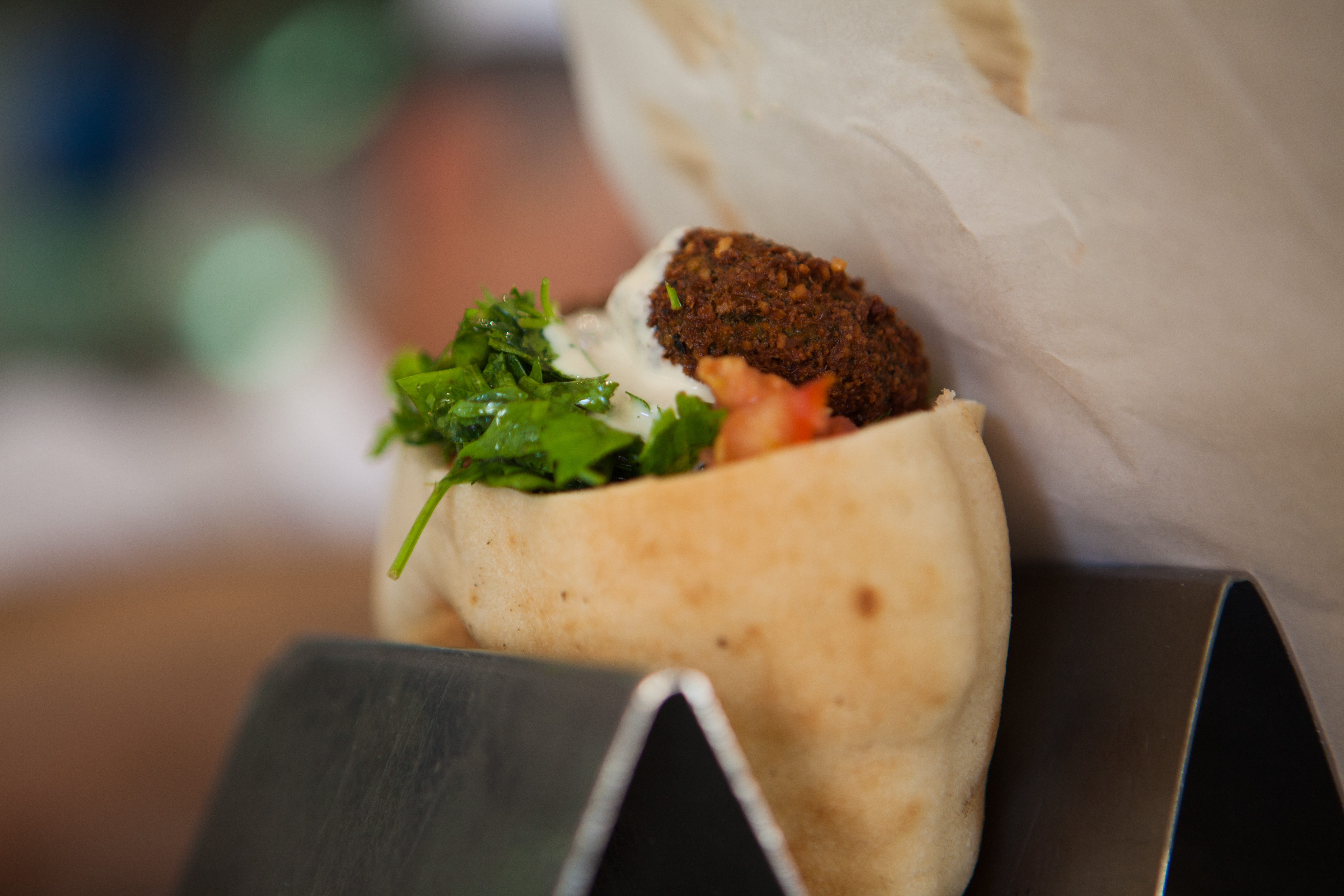
아랍빵에 팔라펠을 넣은 샌드위치

## 같이 보기
- 바라
- 아카라
- 크로켓
- 코프타